# Wethau
Wethau ist eine Gemeinde im Burgenlandkreis in Sachsen-Anhalt (Deutschland). Sie besteht aus den Ortsteilen Gieckau, Pohlitz, Schmerdorf und Wethau. Die 2010 im Zuge der Gemeindegebietsreform neu gebildete Kommune gehört der Verbandsgemeinde Wethautal an.

## Geografie
Die Gemeinde Wethau liegt im Norden der Verbandsgemeinde Wethautal zwischen den Kommunen Schönburg im Norden und Mertendorf im Süden. Am Ortsrand fließt der gleichnamige Fluss 1. Ordnung Wethau. Der Sitz der Gemeinde (Wethau) liegt etwa vier Kilometer südöstlich der Stadt Naumburg (Saale). Im Osten schließt sich die Einheitsgemeinde Stadt Teuchern an.

## Geschichte

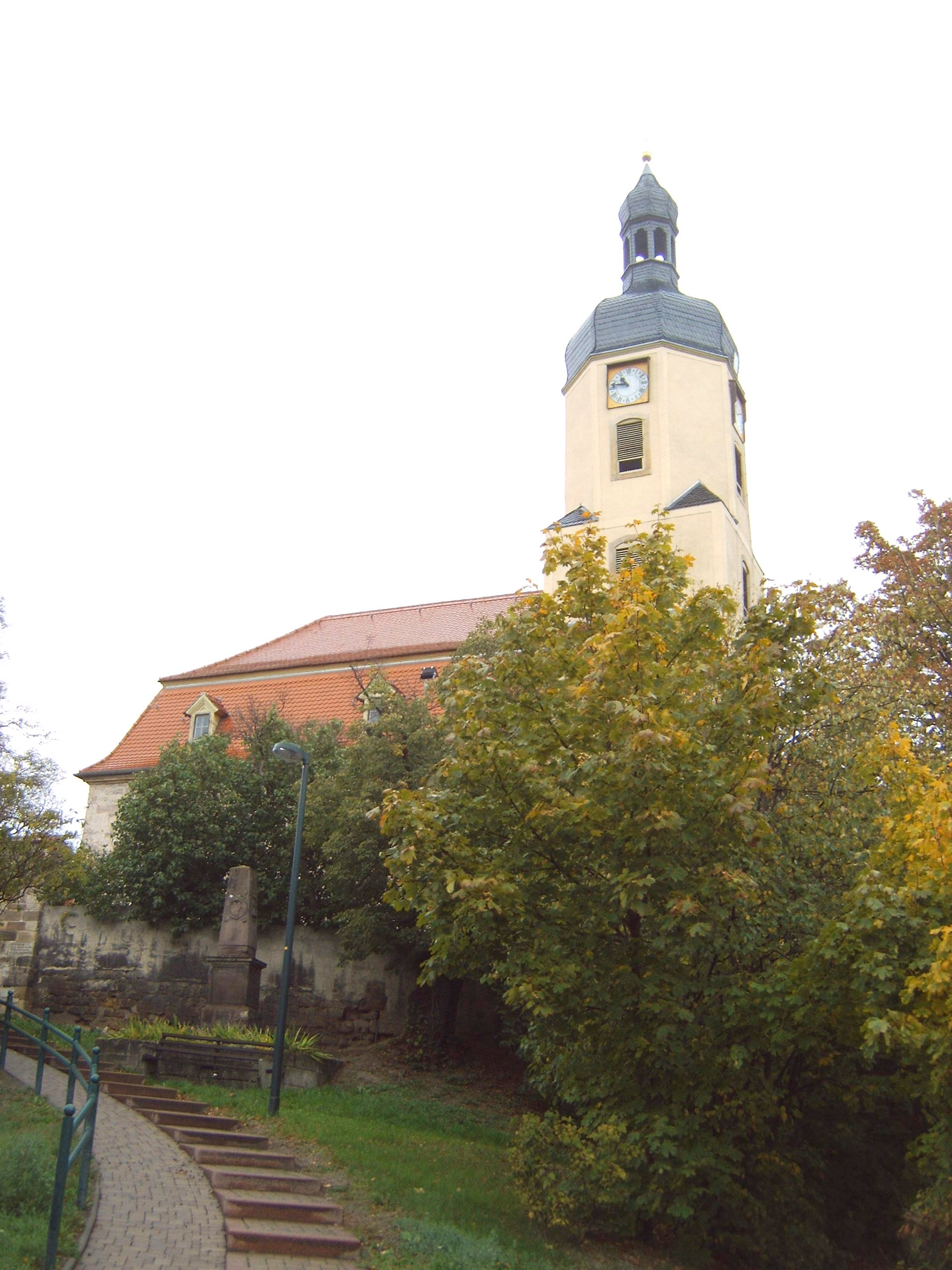
Dorfkirche Wethau

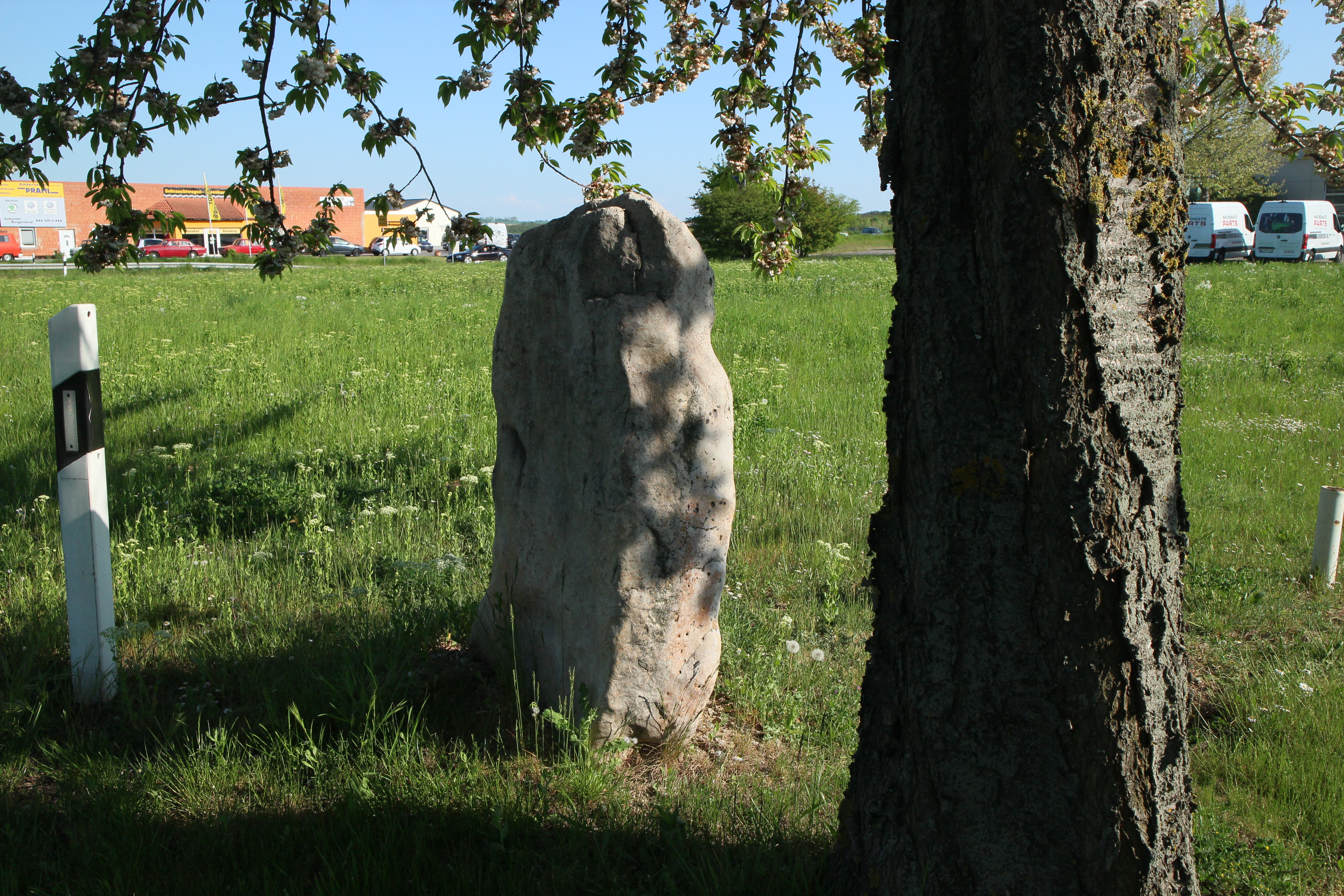
Menhir von Wethau

Die Gemeinde wurde im Jahr 1146 erstmals urkundlich erwähnt.
Der Ortsname ist vom Fluss 1. Ordnung Wethau abgeleitet worden. Im Jahre 976 taucht der Name als „in pago Uueta“ (im Gau Wethau) auf, möglicherweise zurückzuführen auf das germanische Wort *Waitō, was gleichzusetzen ist mit „woran man gehen kann, worauf man fahren kann“. Die älteste urkundliche Nachricht stammt aus dem Jahre 1064. Der Ort selbst wird erst 1146 urkundlich erwähnt, als der Naumburger Bischof Udo dem Kloster Bosau den Neubruchzehnten im Pleißengau und Geragau überträgt und ihn u. a. auch von Heidenreich von Wethau bestätigen lässt. Zu dieser Zeit bestand im Ort ein Feudalsitz (Wirtschaftshof mit steinernem Turm).
Im 13. Jahrhundert begann das Kloster Pforte mit umfangreichen Erwerbungen in Wethau. Zwischen 1310 und 1385 hat das Kloster Pforte diese Güter gegen andere ausgetauscht. Unter diesen wirtschaftlichen Maßnahmen des Klosters Pforte hatte der Ort sehr zu leiden. Aus einer Urkunde von 1337 geht hervor, dass der Naumburger Bischof Witticho Teile des Dorfes für das Stift Naumburg erwirbt.
Schon frühzeitig wird auch eine Brücke erwähnt, die dem Rat zu Naumburg gehörte. In Kriegs- und Fehdezeiten wurde die Brücke von Bürgern der Stadt besetzt. Wichtigstes Baudenkmal für den Ort ist die frühklassische Kirche aus den Jahren 1805–1806. Auch das wahrscheinlich älteste Haus der Gemeinde ist ein Baudenkmal. Es handelt sich dabei wahrscheinlich um ein altes Brauhaus. Früher war die Gemeinde Wethau durch Mühlenbetrieb, Landwirtschaft und Weinbau geprägt. Auch die Fischerei wurde mit Erfolg betrieben. Später brachte ein gut florierender Kalksteinbruch, dessen Produkte sehr beliebt waren, Arbeit in den Ort. Auch Ziegeleien entstanden. Das gute Klima, die geschützte Tallage mit guten Wiesen und das nahe Wasser trugen dazu bei, dass Wethau sich zu einem stattlichen Dorf entwickeln konnte. Die alte Heeres- und Handelsstraße nach Naumburg trug nicht unwesentlich zur Entwicklung des Dorfes bei. Heute spielt die Landwirtschaft nicht mehr die Rolle wie einst. Eine Reihe von Klein- und Kleinstunternehmen, zum Teil in ehemaligen Bauerngehöften ansässig, prägt zum überwiegenden Teil das Dorf.
Eingemeindungen
Gieckau wurde am 1. Januar 2010 eingemeindet.

## Politik

### Bürgermeister
Die Wahl im Januar 2018 gewann Benjamin Ritter. Er trat sein Amt am 1. April 2018 als Bürgermeister an.

### Wappen
Das Wappen wurde am 6. Juni 2013 durch den Burgenlandkreis genehmigt.
Blasonierung: „Geviert von Blau und Silber; Feld 1: pfahlweise zwei silberne Fische, der obere linksgewendet; Feld 2: sechs rote Ziegel (2:2:2), die mittleren zum Schildrand hin versetzt; Feld 3: eine rote Weintraube mit zwei Blättern, Stiel und Ranke; Feld 4: ein silberner Dreiberg, darüber ein sechsstrahliger silberner Stern.“
Das vom Kommunalheraldiker Jörg Mantzsch gestaltete Wappen ordnet nach dem Prinzip pars pro toto jedem Ortsteil der Gemeinde ein Schildfeld mit lokaler Symbolik zu. Wethau = Fische (Lage am Fluss Wethau, Fischfang); Gieckau = sechs Ziegelsteine (Ort besaß ehemals sechs Ziegeleien), Pohlitz = Weintraube (Weinanbau), Schmerdorf = Dreiberg und aufgehender Stern (Lage innerhalb von Bergen).
Die Farben der Gemeinde sind Blau-Weiß.

### Flagge
Die Flagge der Gemeinde ist blau-weiß-blau gestreift (Querform: Streifen 1:4:1, waagerecht verlaufend, Längsform: Streifen 1:3:1, senkrecht verlaufend) und mittig mit dem Gemeindewappen belegt.

## Bauwerke
Bemerkenswert ist die den Ort auf einer Anhöhe deutlich überragende Dorfkirche Wethau vom Anfang des 19. Jahrhunderts. Als Kulturdenkmal Beachtung findet auch das Hoftor am Gebäude Friedensstraße 20. Das 1667 errichtete, 1791 renovierte Tor ist mit Inschriften und figürlichen Reliefs geschmückt.

## Wirtschaft und Infrastruktur
Wethau wird von den Bundesstraßen 87 und 180 durchzogen und damit förmlich zerschnitten. Diese Tatsache wirkt sich zwar auf die wirtschaftliche Entwicklung der Region positiv aus, beeinträchtigt aber sehr die Wohn- und Lebensqualität in diesem Bereich. Eine Umgehungsstraße ist angedacht.
Wethau war Haltepunkt an der Bahnstrecke Naumburg–Teuchern (Burgenlandbahn), welche die großen Mittelzentren Naumburg und Zeitz im Zweistundentakt miteinander verband.

## Persönlichkeiten
- Eberhard Rolf Otto Ackermann (* 1933), Ökonom